# 中澤晃
中澤 晃（なかざわ あきら、1976年7月13日 - ）は、日本の元陸上競技選手。群馬県出身。神奈川大学法学部法律学科卒業。

## 経歴
前橋育英高等学校、神奈川大学出身。
大学3年時の第29回全日本大学駅伝では3区を区間3位で走り、神奈川大学の連覇に貢献した。第74回箱根駅伝では6区を走り、箱根駅伝デビューを飾る。往路2位の駒澤大学と13秒差の首位で芦ノ湖をスタートすると、後続を引き離し区間新記録で区間賞を獲得した。レース後のインタビューで記録が伝えられると「今初めて知りましたけど嬉しいですね。」と答えた。神奈川大学はその後トップを譲らず、2年連続の総合優勝を達成した。
4年時の第75回箱根駅伝では再び6区に登場。往路は苦戦し6位にとどまったが、58分06秒の区間新記録で2年連続の区間賞を獲得。中澤の走ったコースよりも100mほど距離が短いコースの記録ではあるが、第59回大会で日本体育大学の谷口浩美が記録した57分47秒に迫った。しかし、神奈川大学は往路の遅れを取り返すことができず3位でフィニッシュし、3連覇を逃した。
大学卒業と同時に競技を引退し、一般企業に就職した。

## 戦績・記録

### 大学三大駅伝戦績
| 学年               | 出雲駅伝                    | 全日本大学駅伝              | 箱根駅伝                              |
| ------------------ | --------------------------- | --------------------------- | ------------------------------------- |
| 1年生 （1995年度） | 第7回 ー － ー 出走なし     | 第27回 ー － ー 出走なし    | 第72回 ー － ー 出走なし              |
| 2年生 （1996年度） | 第8回 不出場                | 第28回 ー － ー 出走なし    | 第73回 ー － ー 出走なし              |
| 3年生 （1997年度） | 第9回 ー － ー 出走なし     | 第29回 3区-区間3位 27分48秒 | 第74回 6区-区間賞 58分44秒 区間新記録 |
| 4年生 （1998年度） | 第10回 1区-区間4位 20分18秒 | 第30回 3区-区間3位 27分59秒 | 第75回 6区-区間賞 58分06秒 区間新記録 |

### 動画
1. ↑   (日本語) 区間ダイジェスト（6区）｜箱根駅伝 番組公式サイト｜日本テレビ 2025年8月13日閲覧。